# Alternaria tagetica
Alternaria tagetica är en svampart som beskrevs av S.K. Shome & Mustafee 1966. Alternaria tagetica ingår i släktet Alternaria och familjen Pleosporaceae.   Inga underarter finns listade i Catalogue of Life.